# Society of Trust and Estate Practitioners
The Society of Trust and Estate Practitioners (STEP) ist die internationale, berufsgruppenübergreifende Vereinigung für Praktiker, die im Bereich der Nachlassplanung und -abwicklung, der Vermögensanlage, des Trust- und Stiftungsrechts sowie den hiermit verbundenen Steuerfragen tätig sind. 
STEP wurde 1991 von George Tasker in England gegründet und ist in mehr als 90 Staaten vertreten. Sie hat weltweit über 20.000 Mitglieder, überwiegend aus den rechts- und steuerberatenden Berufen, der Wirtschaftsprüfung, aus Banken, Versicherungen, Corporate Trusts und verwandten Berufen.
Der Schwerpunkt der Tätigkeit von STEP liegt auf der Aus- und Weiterbildung der Mitglieder und der Allgemeinheit.
Vollmitgliedern, die ihre Qualifikation durch mindestens fünfjährige Berufspraxis im Nachfolge-, Vermögensanlage- oder Trustbereich oder durch den Abschluss eigener STEP-Diploma unter Beweis gestellt haben, dürfen die Abkürzung TEP für Trust and Estate Practitioner hinter ihrem Namen führen.

## The Society of Trust and Estate Practitioners (STEP) Deutschland e.V.
Die deutsche Sektion, STEP Germany, mit mehr als 40 Mitgliedern wurde im Herbst 2006 in Frankfurt am Main gegründet und ist in der Rechtsform eines Vereins mit Sitz in München organisiert. Präsident des Vorstandes ist Ulf Gibhardt (nach Daniel Lehmann, Susanne Thonemann-Micker und Christian Hirschbiel).